# محمدرضا میرزا خدابنده
سلطان محمد میرزا یا محمد خدابنده میرزا، مشهور به روزک میرزا (۱۵۹۶ – ۱۶۳۲) یک شاهزاده صفوی، چهارمین پسر شاه عباس یکم بود.

## زندگی
محمد میرزا در اصفهان به‌ دنیا آمد مادرش یک بزرگ‌زاده گرجی بود. شاه به این دلیل که دو سال قبل از تولد وی پدرش را از دست داده‌ بود این پسر را محمد میرزا نامید و بعدا به روزک میرزا و خدابنده میرزا معروف شد. محمد میرزا در حرم‌سرا بزرگ شد و بسیار مورد محبت شاه بود. میرزا در ۲۲ سالگی اندامی ورزیده داشت و بر اسب سوار می‌شد و شمشیر می‌زد. پس از اعدام صفی میرزا، توجه شاه به محمد میرزا بیش‌تر شد، ولی بزرگ‌تر شدن شاهزاده باعث بدبینی شاه و بیم‌ناک شدنش از وی شد.  
در تابستان ۱۶۲۰، شاه عباس که در کاخ خود در مازندران بود، به تب شدیدی مبتلا شد. افراد زیادی در کاخ او و همچنین تعداد زیادی از مردم محلی بر اثر این بیماری جان خود را از دست دادند. پس از آن مشخص شد که جان شاه نیز در خطر است، در همین زمان خدابنده میرزا که در اصفهان بود به همراه گروهی از قزلباشان با شادی این خبر را جشن گرفت و مقدمات به تخت نشستن را آماده کرد اما شاه بهبود یافت و فرمان کور کردن محمد میرزا را صادر کرد تا مانع از به سلطنت رسیدن وی شود، اما طرفداران شاهزاده مصمم بودند که او را بر تخت سلطنت بنشانند، بنابراین قصد داشتند که شاهزاده را از کاخ ربوده و در بیرون از پایتخت او را شاه اعلام کنند، اما این طرح کشف شد و همه شرکت کنندگان مجازات شدند. خود شاهزاده دستگیر و در قلعه الموت زندانی شد.  
در سال ۱۶۳۲ (۱۰۴۱ قمری) محمد میرزا و امامقلی میرزا آخرین پسر شاه عباس و سلیمان میرزا پسر بزرگ صفی میرزا همگی به فرمان شاه صفی در قلعه الموت اعدام شدند. محمد میرزا یک دختر داشت، گوهرشاد بیگم که با میرزا علیرضا شیخ‌الاسلام اصفهان ازدواج کرد.